# 夸休可尔症
瓜西奧科兒症（英語：Kwashiorkor），即恶性营养不良病，又稱蛋白质缺乏症、夸休可尔症，台灣亦稱作紅孩兒症，是一种营养不良症，其致病原因尚有争议，目前普遍认为是由于蛋白质摄入不足所致。此病症通常发病人群为1-4岁儿童，年龄稍大的儿童和成人亦会发病。牙买加儿科医生西塞莉·D·威廉姆斯在她1935年的报告中将该病的名称引入国际科学界。處於哺乳期的嬰兒，一般會从母亲的乳汁获得生长所必须的氨基酸。在断奶后，如果替代食物的碳水化合物含量过高，而蛋白质不足，就有可能患上夸休可尔症。
病症的名称来自迦納沿海地区的一种语言，字面的意思为“优先-第二”，意译为“落选的一个”，指稍大的儿童断奶的原因通常由于弟弟和妹妹的诞生。

## 症状
夸休可尔症的症状包括肿胀的腹部，深浅交错的头发（如同旗帜一样），以及体重下降。皮肤的表现为皮炎和褪色。

## 可能的致病原因

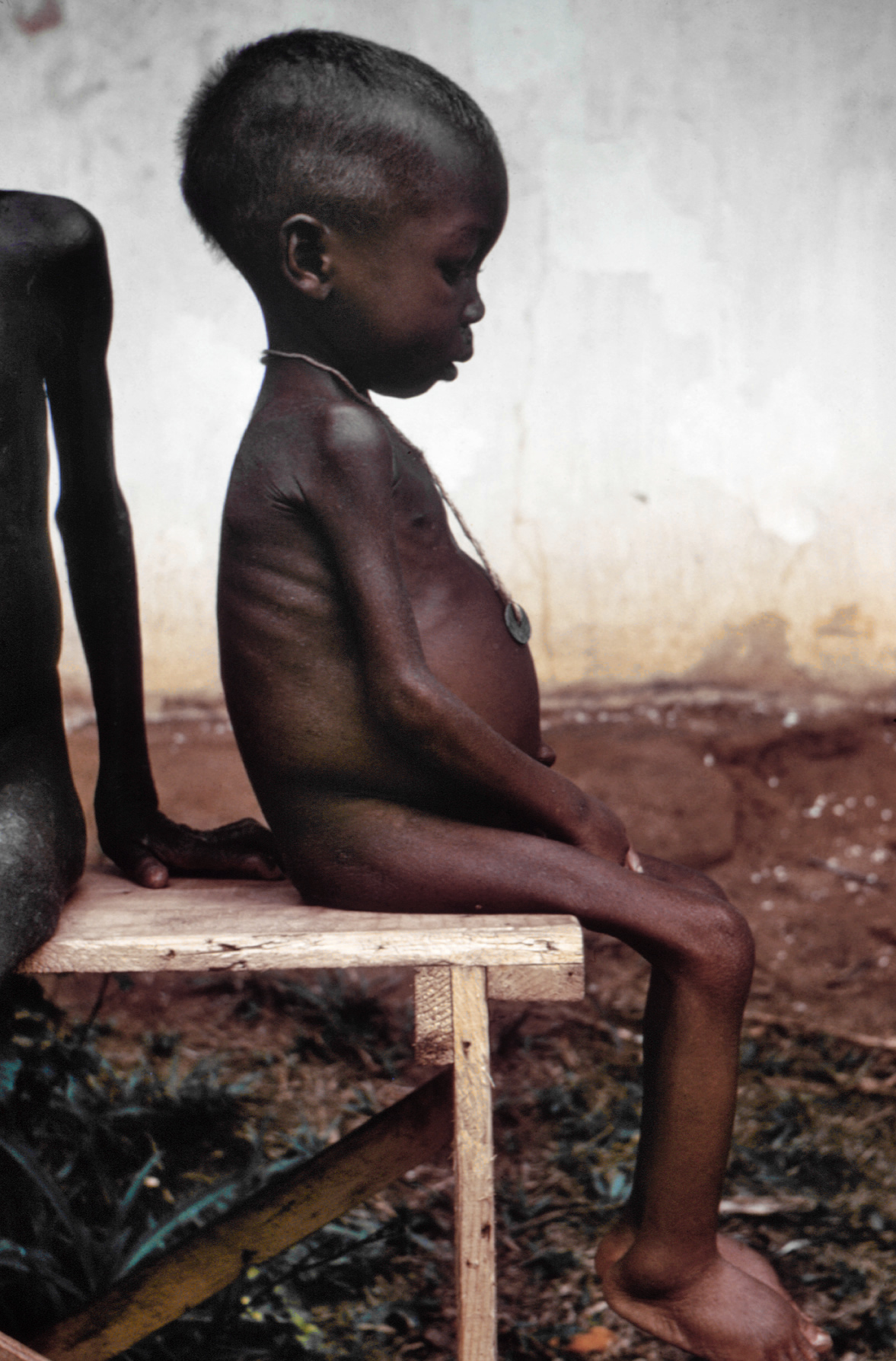
尼日利亚内战中罹患夸休可尔症的孩子。

夸休可尔症的病因有多种解释，至今存在争议。目前接受的观点为蛋白质的缺乏，和结合能量及微量营养素的缺乏，显然是重要原因，但是可能不是关键因素。情形就如缺少某种重要营养元素（如铁、叶酸、碘、硒、维他命C），特别是具有那些抗氧化保护作用的元素。患有夸休可尔症的儿童体内重要的抗氧化剂减少，包括谷胱甘肽、清蛋白、维他命E和多不饱和脂肪酸。因此当儿童体内某种重要的营养元素或抗氧化剂减少时，患上夸休可尔症的可能性增加。
营养不良可能是一个因素。美國康乃尔大学国际营养计划主任拉瑟姆博士引用了一个病例，個案中的父母用红薯餵养孩子，而忽略了营养均衡，因为浮肿是由综合因素引起，并坚持认为尽管缺少蛋白质，孩子的营养仍然良好。
另一个导致夸休可尔症的重要因素是黃麴毒素中毒。黃麴毒素是由霉菌产生，并摄入了发霉的食品。它们与肝臟的血红蛋白质P450系统发生反应，生成的环氧化物破坏肝臟的DNA。由于很多血清蛋白，特别是白蛋白，是由肝臟产生的，夸休可尔症的症状也因此容易解释了。值得注意的是，夸休可尔症多发生在温暖湿润的地区，这种气候使霉菌易于繁殖。在气候干燥地区营养不良的表现症状更多的是消瘦症。这样就对病人的后续治疗很关键：合成代谢的原因需要补充蛋白质，分解代谢因素则补充碳水化合物和脂肪。